# Dána

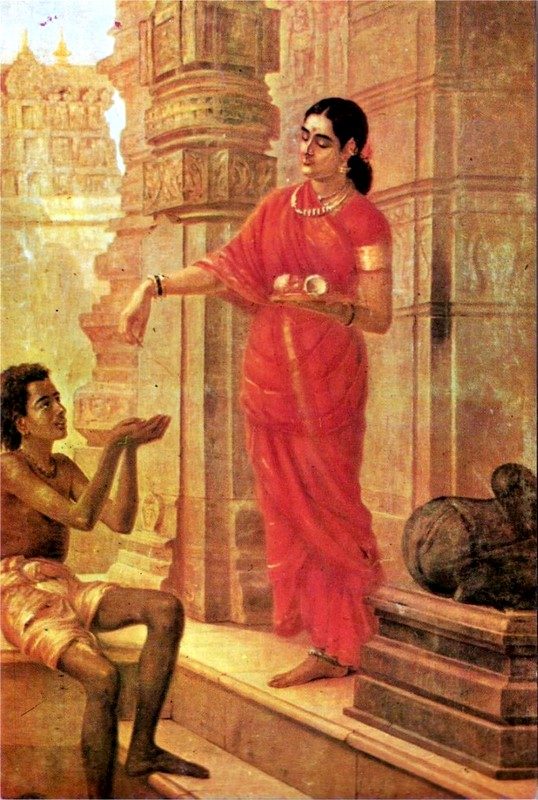
A dána az indiai hagyományokban erénynek számít.

A dána (páli, szanszkrit: दान - dāna) a nagylelkűség vagy adakozás erénye alamizsna vagy más cselekedet formájában.
A hinduizmusban, a buddhizmusban és a dzsainizmusban a dána a nagylelkűség gyakorlatának számít, amely a rászorulóknak való adakozást jelenti. Ugyanúgy jelentheti filantropikus projektek folytatását is, amely sokaknak nyújt lehetőséget vagy segítséget.
A dána a tökéletesedés (pāramitā) irányába mutat: az adakozás tökéletessége a „dāna-pāramitā”. Ennek jellemzője a feltétel nélküli nagylelkűség, az adakozás és az elengedés.
A történelmi források alapján a dána egy ősi gyakorlat az indiai hagyományokban.

## Hinduizmus
A szanszkrit dána (दानं, daan, daana, daanam) szó jelentése adni, amely általában adakozás vagy jótékonykodás keretében történik. A szertartások során a dána az adás cselekedetének a szimbolikus kifejezése. A szó a paropakaara (परोपकार) kifejezéshez kapcsolódik, amelynek jelentése „jó-szándékú cselekedet” dakshina (दक्षिणा), amely ajándékot jelent, amit valaki megengedhet magának, de kapcsolódhat még a bhiksa (भिक्षा), „alamizsna” kifejezéshez is. A szó gyökere a szanszkrit daa (दा), „adni” ige.
A hagyományos indiai szövegekben a dána meghatározása: "bármely cselekedet, amelyben az egyén lecsökkenti tulajdonrészét egy olyan dologgal kapcsolatban, amiről azt feltételezte, hogy az ővé és amelyet úgy ad át valaki másnak, hogy nem vár érte semmit cserébe.
Általánosságban a személyeknek szokás adni, azonban a hinduizmusban a közösségnek való jótékony adakozás is a dána fogalmába tartozik, ezt nevezik úgy is, hogy utszarg. Ez vonatkozhat nagyobb projektekre is, mint például menedékház-építés, iskolaépítés, ivókútfúrás, öntözőrendszer-kiépítés vagy faültetés.
Tágabb értelemben minden jó cselekedet jótékonyság. Vizet adni a szomjazónak jótékonyság. Egy bátorító szó az elkeseredett embernek jótékonyság. Orvosságot adni a szegény embernek jótékonyság. Kedvesnek és szeretetteljesnek lenni másokhoz, jótékonyság. Elfelejteni és megbocsájtani a minket ért sérelmet, jótékonyság. A jótékonyság és nagylelkűség nem korlátozódik a pénzben kifejezett adományra.

### Ágai
- Abhaja-Dána: Félelmet eloszlató, biztonságot, reményt keltő adomány; szeretet adományozása
- Artha-Dána: Anyagi javak adományozása
- Brahma-Dána: Bölcsesség, tudás adományozása

## Buddhizmus

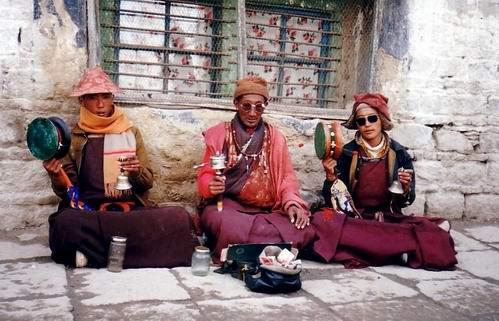
Három alamizsnagyűjtő szerzetes Lhászában - Tibet, 1993.

A buddhizmusban a dána formális cselekedete elsősorban az egyházi személyek, illetve a magas szintet elért spirituális személyek irányába történő felajánlásokra vonatkozik. A buddhista gondolkodásmódban ez a fajta cselekedet tisztítja és átalakítja az adományozó tudatát. Az adakozás által gyakorolt nagylelkűség szerencsés újjászületéshez és gazdagsághoz vezet. Ennek ellentéteként, az adakozás hiánya szerencsétlen újjászületést és szegénységet okoz.
A buddhisták úgy tartják, hogy a viszonzást nem váró adakozás nagyobb spirituális gazdagsághoz vezet és lecsökkenti a nyereségvágyat, amely végül szenvedéshez vezet.
A szimbolikus felajánlás a buddhizmusban a három drágaság felé történik, melynek célja az elmélkedő hála és az inspiráció felébresztése. Jellemzően egyszerű dolgokat szoktak felajánlani, például gyertyát vagy olajlámpát gyújtanak, tömjént égetnek, vagy ételt, gyümölcsöt, vizet vagy italt ajánlak fel. A kortárs nyugati gyakorlók számára a felajánlások lehetőséget nyújtanak a szívélyes tudatosság gyakorlására. A karma és az újjászületés tekintetében a hagyományos buddhista nézetek szerint a felajánlások a következőkhöz vezetnek:
- üdvösebb újjászületés a  lét forgatagában (páli: vattagamini-kuszala)
- közelebb kerülés a szenvedéstől való megszabaduláshoz (páli: vivattagamini-kuszala).

A felajánlások gyakran szolgálnak a meditációra való felkészüléshez.
Thaiföldön az aszalha púdzsá napon felajánlásokat tesznek a buddhista követők a templomok számára és beszédeket hallgatnak. A théraváda kathina szertartás a ruha-felajánló szertartás a vassza (esős évszaki elvonulás) végén. A világi emberek ruhákat és egyéb dolgokat adományoznak az egyháznak és a szerzeteseknek.
Az ulambana ünnepet ("Ősök napja") a mahájána hagyományokban a nyolcadik holdhónap első napjától a tizenötödik napjáig. A szerzetesek ezen a napon fejezik be az esős évszaki elvonulásukat. Az elvonulás idején úgy tartják, hogy megnövelték érdemeik mezejét. A világi buddhista emberek az őseik nevében felajánlásokat tesznek azok számára, akik a buddhista kozmológiában pokollakóknak nevezett lények és hatalmas szenvedéseket kell elviselniük.